# White Earth (Kurzfilm)
Der Film White Earth ist ein Dokumentarfilm von Christian Jensen, der 2015 für die Oscar-Kategorie Bester Dokumentar-Kurzfilm nominiert wurde.

## Handlung
White Earth ist ein Dokumentarfilm über den Ölboom in North Dakota. Dabei wird aus der Sicht von drei Kindern und einer eingewanderten Mutter berichtet. Der Film geht etwa 20 Minuten.

## Auszeichnungen
- Nominiert 2015 für den Oscar als bester Dokumentarfilm
- Spezialpreis der Jury für den Dokumentarfilm auf dem Slamdance Film Festival
- Jury-Auszeichnung auf dem Full Frame Documentary Film Festival als bester Kurzfilm
- Jury-Auszeichnung auf dem Napa Valley Film Festival als bester Dokumentar-Kurzfilm
- Festival-Award für den besten Dokumentar-Kurzfilm auf dem Heartland Film Festival
- Jury-Auszeichnung für den besten Dokumentar-Kurzfilm auf dem New Orleans Film Festiva
- Jury-Auszeichnung für den besten non-fictionalen Kurzfilm auf dem Hot Springs Festival
- Jury-Auszeichnung für die beste Kamera auf dem Fargo Film Festival
- Regie-Auszeichnung für den besten Dokumentar-Kurzfilm in Doc Utah
- Jury-Auszeichnung für den besten Dokumentarfilm auf dem Bogoá Short Film Festival
- Jury-Auszeichnung für den besten Dokumentarfilm auf dem Anchorage International Film Festival